# Bob Cowley Riley
Bob Cowley Riley (* 18. September 1924 in Little Rock, Arkansas; † 16. Februar 1994 in Arkadelphia, Arkansas) war ein US-amerikanischer Politiker und 1975 für wenige Tage kommissarisch Gouverneur von Arkansas.

## Frühe Jahre
Bob Riley besuchte die öffentlichen Schulen in Little Rock. Nach dem japanischen Angriff auf Pearl Harbor und der folgenden Verwicklung der USA in den Zweiten Weltkrieg brach Riley die High School ab, um dem Marine Corps beizutreten. In Guam wurde er schwer verwundet und erblindete dadurch. Nach dem Krieg beendete er seine Ausbildung an der University of Arkansas.

## Politischer Aufstieg
Riley war Mitglied der Demokratischen Partei. Von 1946 bis 1950 war er neben seinem Studium auch Abgeordneter im Repräsentantenhaus von Arkansas. Im Jahr 1950 bewarb er sich erfolglos um eine Stelle im Staatssenat. Daraufhin wurde er für kurze Zeit Versicherungsvertreter. Zwischen 1951 und 1955 unterrichtete er selbst an der University of Arkansas Wirtschaft und politische Wissenschaften. Anschließend wurde er langjähriger Leiter der Abteilung für Politikwissenschaften an der Quachita Baptist University in Arkadelphia im Clark County. Von 1960 bis 1966 war er Mitglied des Stadtrates von Arkadelphia und dann von 1966 bis 1967 Bürgermeister dieses Ortes. Im Jahr 1968 war er Delegierter auf dem Democratic National Convention.

## Gouverneur und weiterer Lebenslauf
Von 1971 bis 1975 war Riley Vizegouverneur (Lieutenant Governor) von Arkansas. Nach dem Rücktritt von Gouverneur Dale Bumpers am 3. Januar 1975 musste er dessen Amtszeit bis zum 14. Januar 1975 als amtierender Gouverneur beenden. In diesen knapp zwei Wochen hat er das Amt lediglich verwaltet und es dann dem im November neu gewählten Gouverneur David Pryor übergeben. Riley kehrte dann nach Arkadelphia zurück, wo er bis 1980 wieder seine Lehrertätigkeit aufnahm. Dann zwang ihn sein schlechter Gesundheitszustand zur Aufgabe dieser Arbeit. Er starb am 16. Februar 1994 an Herzversagen. Bob Riley war seit 1956 mit Claudia Zimmerman verheiratet.